# Paul Henri Thiry d’Holbach

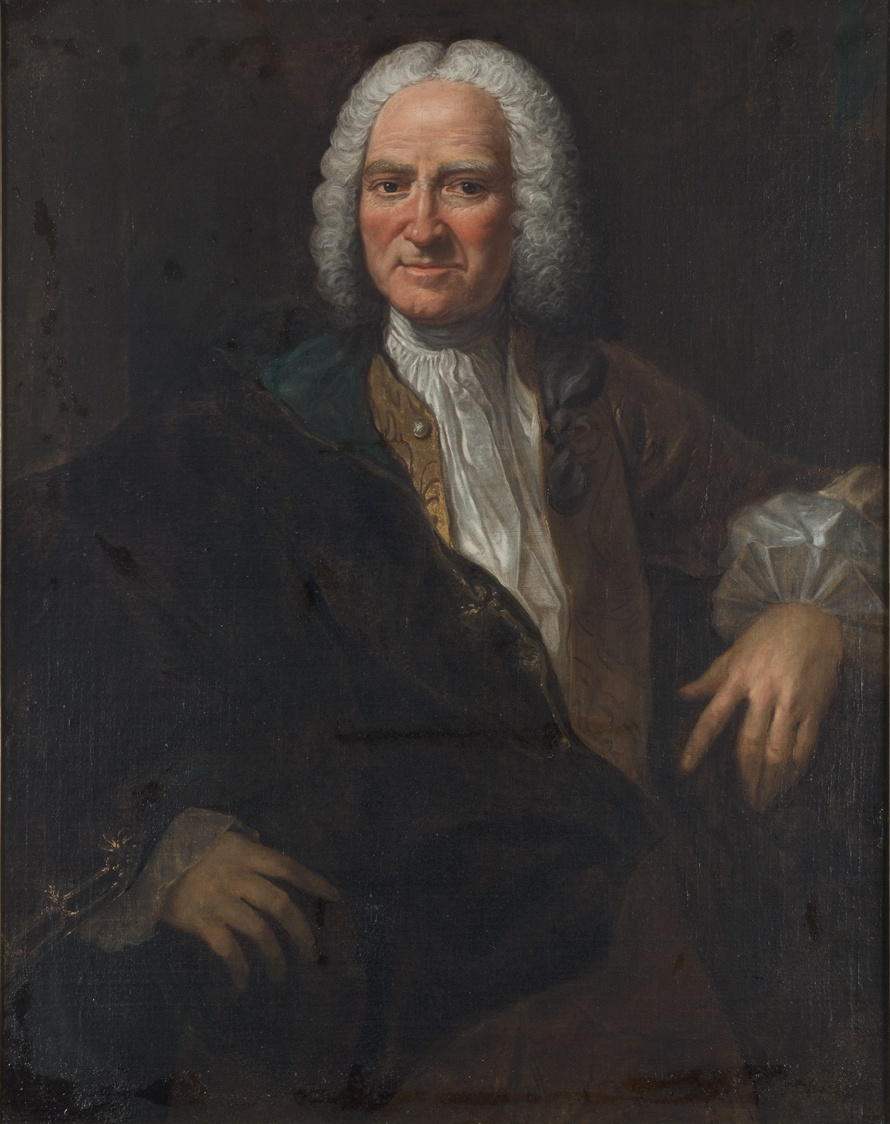
Paul-Henri Thiry d’Holbach um 1785, Ölgemälde von Alexander Roslin

Paul-Henri Thiry d’Holbach [pɔlɑ̃ˈriː tiˈriː dɔlˈbak] (später Baron d’Holbach, getauft am 8. Dezember 1723 in Edesheim bei Landau – gestorben am 21. Januar 1789 in Paris) war ein Philosoph der französischen Aufklärung, der vor allem für seine religionskritischen und atheistischen Thesen bekannt ist.
Holbach war ein Mitarbeiter der Encyclopédie, für die er zahlreiche Artikel über Metallurgie, Chemie und verwandte Themen verfasste. Berühmtheit erlangte sein Buch System der Natur, das er 1770 unter dem Namen des zu der Zeit bereits seit zehn Jahren verstorbenen Jean-Baptiste de Mirabaud veröffentlichte. In diesem Werk trat er ausdrücklich für den Atheismus ein und betrachtete die Natur als materialistisch-deterministisch wirkende Kette von Prozessen. Später schrieb Holbach vor allem moralphilosophische und politische Werke. Wegen der heftigen Kritik am bestehenden absolutistischen Regime und an der Kirche publizierte dieser Aufklärer anonym oder pseudonym, weshalb seine Autorschaft bei mehreren ihm zugeschriebenen Werken nicht eindeutig geklärt ist. Sein Pariser Haus war ein Treffpunkt und ein wichtiges Zentrum des Gedankenaustauschs unter den Aufklärungsphilosophen, den philosophes.

## Leben und Werk

### Herkunft, Studium und erste Jahre in Paris

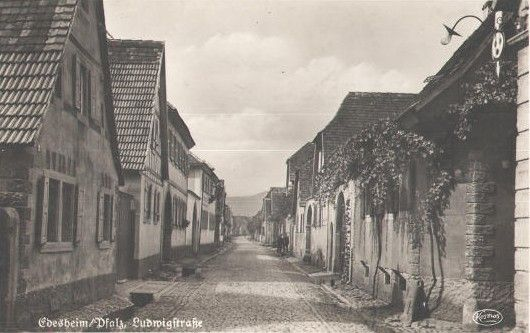
Die Ludwigstraße in Edesheim. Postkarte aus dem Jahre 1940. Haus n° 4 ist das Geburtshaus von Paul Thiry d’Holbach.

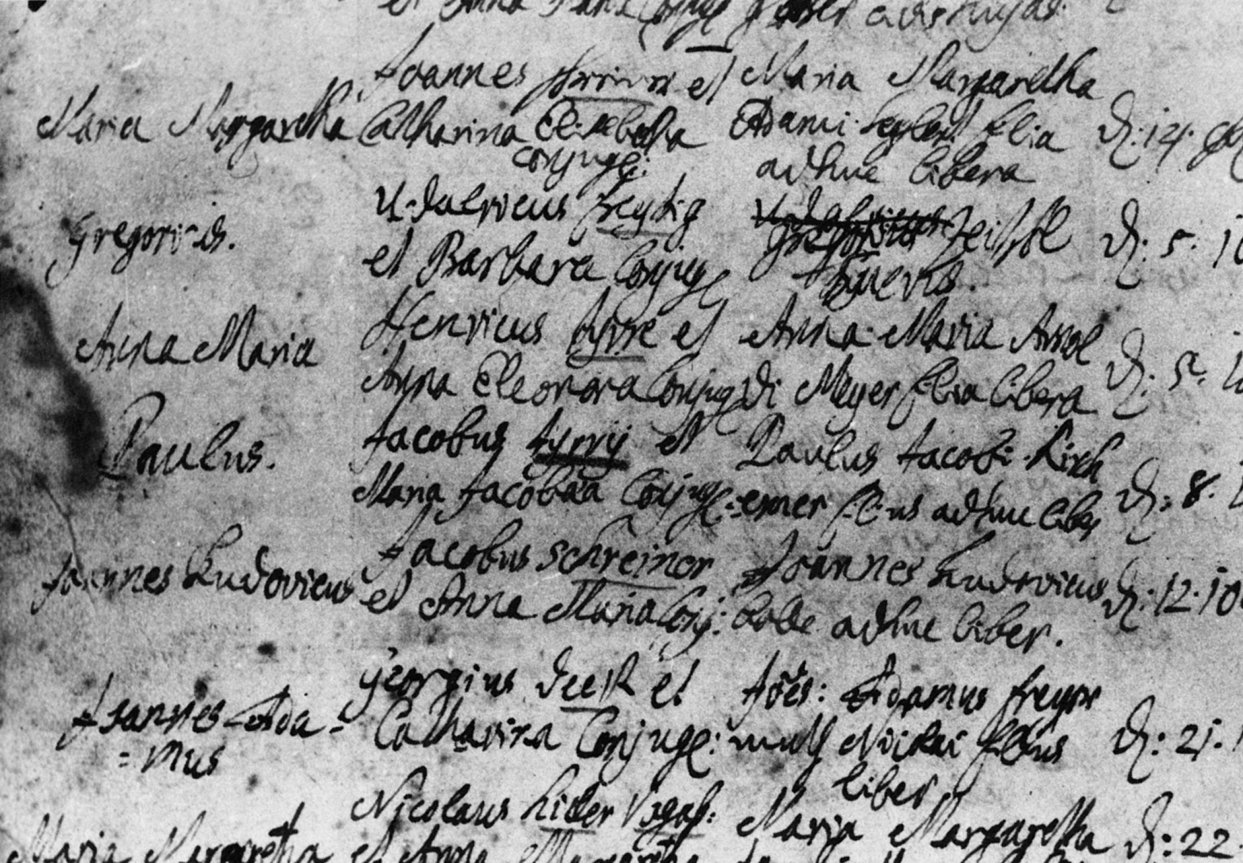
Taufeintragung von Paul Thiry d’Holbach

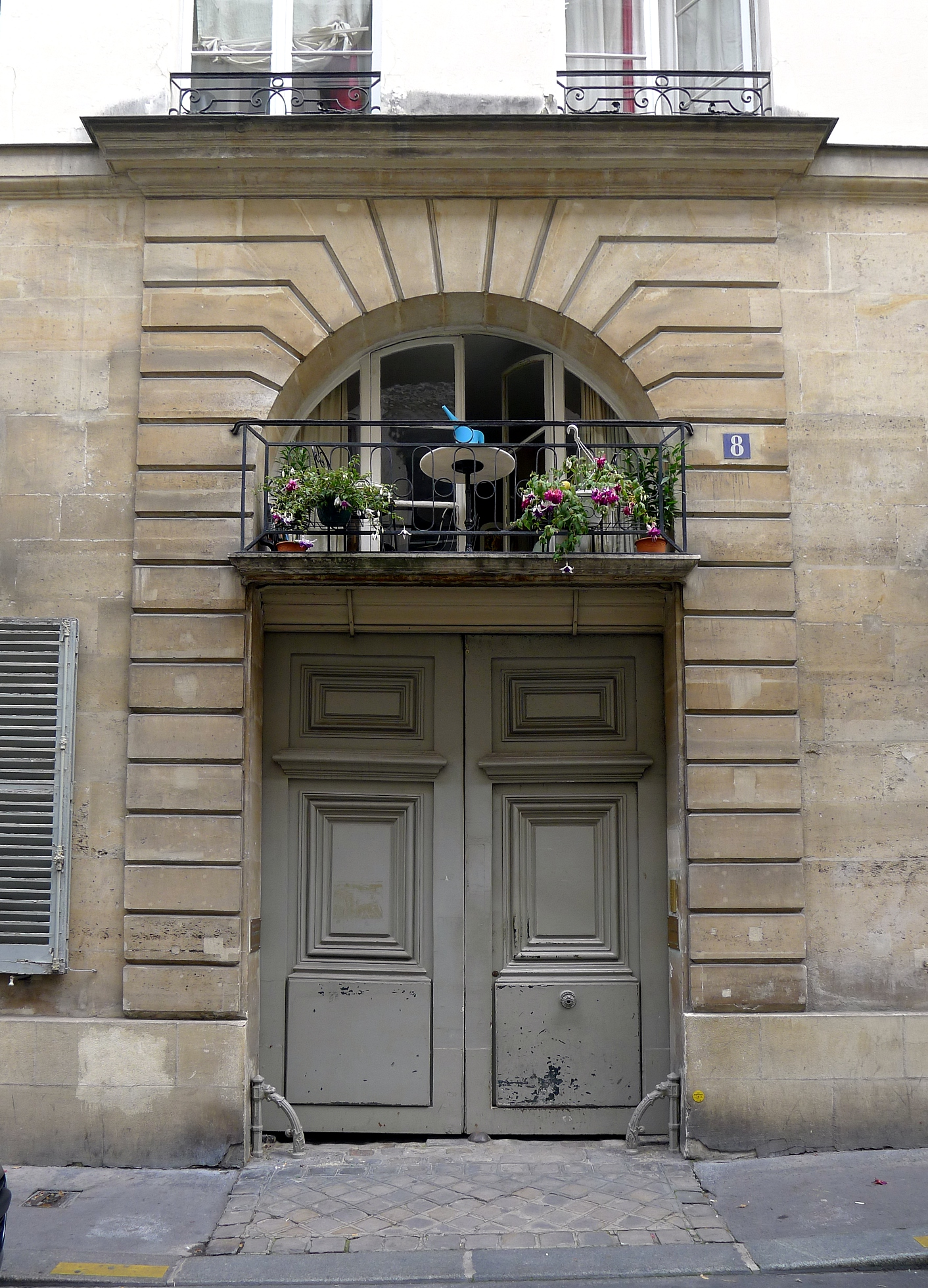
Eingangsbereich №. 8 Rue Royale Saint Roch (heute Rue des Moulins)

Holbachs Eltern, Johann Jakob Dietrich (andere Schreibweise: Johann Jakob Dirre, der Name Dirre wurde im lokalen Kirchenbuch auch als Tirri oder Tyrry eingetragen; französisch: Jean Jacques Thiry) (1672–1756) und Catherine Jacobina Holbach (1684–1743) aus Edesheim, waren Winzer. Edesheim gehörte damals zum Hochstift Speyer unter Damian Hugo Philipp von Schönborn-Buchheim, der in Bruchsal residierte.

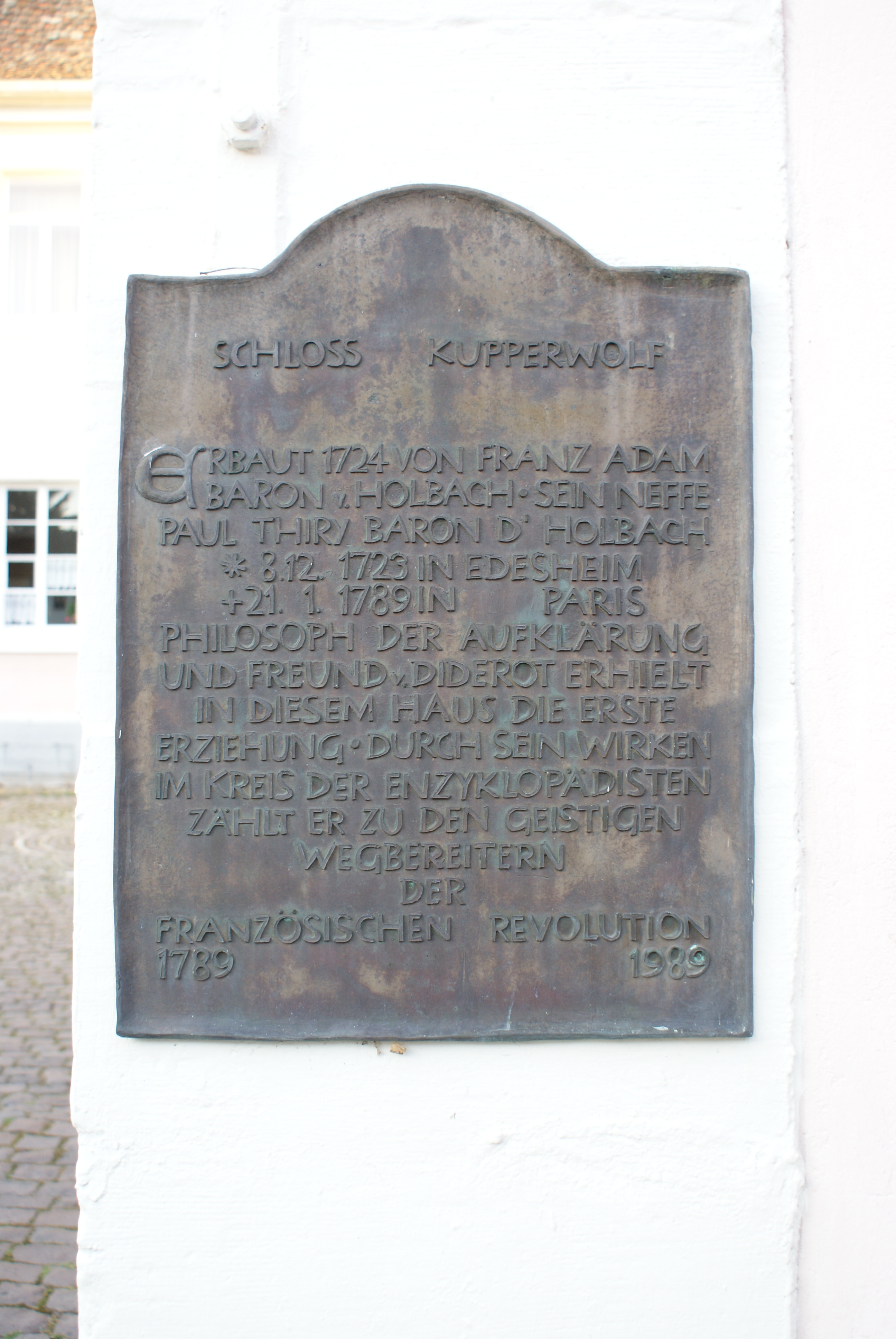
Schild am Geburtshaus von Paul Thiry d’Holbach in Edesheim, heute Ludwigstraße 4

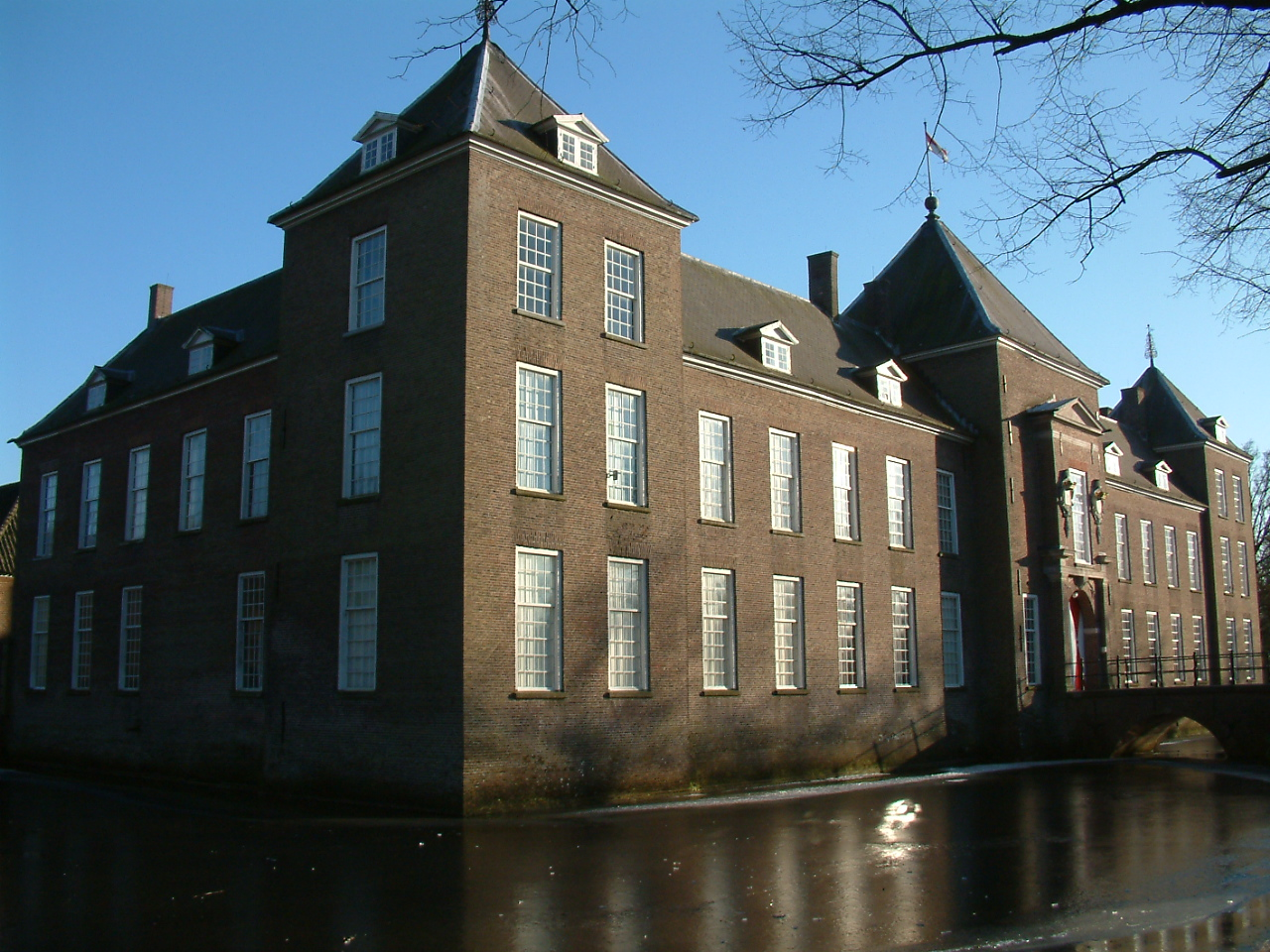
Schloss in Heeze, Kasteel Heeze te Heeze, ab dem Jahre 1733 im Besitz von François Adam d’Holbach. Im Jahre 1735 wurden weitere Gebäude errichtet. Paul Thiry d’Holbach erbte dieses Anwesen 1750.

Der Großvater mütterlicherseits Johannes Jacobus Holbach († 1723) war Steuereinnehmer des Fürstbischofs von Speyer. Johannes Jacobus Holbach hatte drei Kinder: Franciscus Adam Holbach (oder Adam François d’Holbach) (ca. 1675–1753), Margarita Holbach und Jacobaea Holbach (oder Catherine Jacobina Holbach). Margarita Holbach war seit dem Jahre 1705 mit Christianus Westerberg verheiratet.

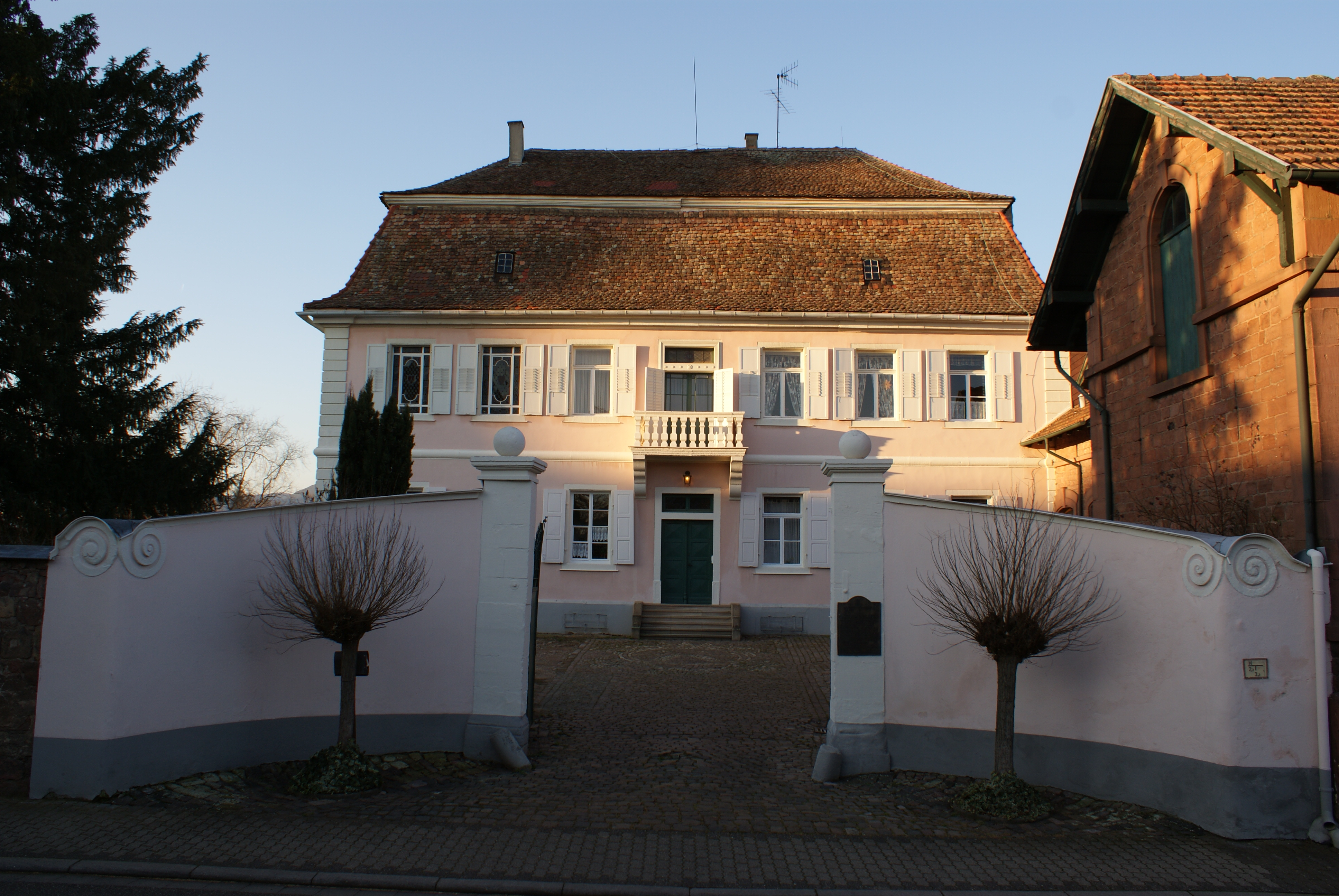
Franz Adam Holbachs Landsitz in Edesheim: Schloss Kupperwolf, benannt nach seinem späteren Besitzer

Der junge Paul wurde etwa achtjährig seinem Onkel mütterlicherseits Franz Adam Holbach (ca. 1675–1753) (oder François Adam d’Holbach, genauer Messire François-Adam, Baron d’Holbach, Seigneur de Heeze, Leende et autres Lieux) anvertraut, der ihn in seinem herrschaftlichen Edesheimer Haus von einem Kleriker namens François Bellemont unterrichten ließ.
Dieser aus Paris stammende Geistliche war ein bekennender Jansenist, wie der Edesheimer Pfarrer Philipp Krelein im August 1731 berichtete. Bellemont sollte die Bulle Unigenitus Dei filius Papst Clemens’ XI. aus dem Jahre 1713 in einer Vorladung beim zuständigen Bischof Heinrich Hartard von Rollingen bzw. Damian Hugo Philipp Reichsgraf von Schönborn-Buchheim, Fürstbischof von Speyer und Fürstpropst von Weißenburg in den Jahren 1719–1743 anerkennen, weigerte sich aber und wurde deswegen verfolgt. Obwohl sich Franz Adam Holbach vehement gegen die Übergriffe des katholischen Klerus stellte, zog es François Bellemont vor, in den lutherischen Nachbarort Rhodt zu fliehen. Seine Dokumente und Bücher wurden daraufhin durch die bischöfliche Kommission beschlagnahmt.

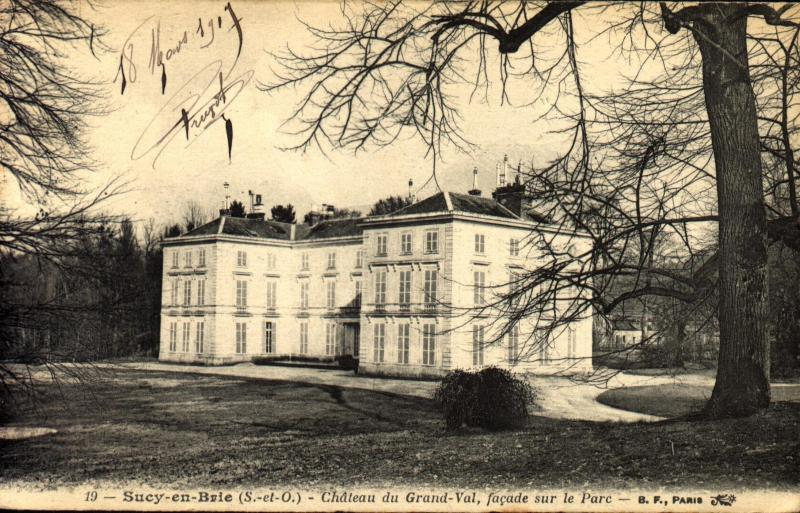
Château du Grand-Val, Abbildung einer alten Postkarte (1907), des im Jahre 1949 zerstörten Gebäudes

Franz Adam Holbach war in jungen Jahren nach Paris ausgewandert und erwarb im Jahre 1713 ein Amt als Finanzmakler. Zu jener Zeit lag die von John Law am 2. Mai 1716 begründete Banque générale (ab 1718 auch Banque royale) in der Rue Quincampoix in Paris. Durch sein Geschick hatte er dort großen Erfolg an der ebenfalls von John Law im August 1717 gegründeten Französischen Westindienkompanie, Compagnie des Indes Occidentales Françaises, die er aus anderen Gesellschaften in die  Compagnie des Indes (engl. Company of the West) umwandelte. Er soll dabei etwa 20 Millionen Livres erworben haben. Obgleich die Compagnie des Indes in Konkurs ging, konnte Franz Adam Holbach sein Kapital in Grundbesitz sichern und die Krise unbeschadet überstehen. Im Jahre 1720 wurde er in Wien als Reichsritter geadelt und im Jahre 1728 zum Reichsfreiherrn erhoben.
Mit der durch Kauf erworbenen Nobilitierung gehörte er nun in Frankreich zur so genannten noblesse commerçante (zum handelnden Adel). D’Holbach wuchs in der kunstgeschichtlichen Epoche des Rokokos auf, einer Stilrichtung der europäischen Kunst (von etwa 1730 bis 1770/1780), die sich aus dem Spätbarock (ca. 1700–1720) entwickelt hatte und ihren Ausgangspunkt in Frankreich nahm.
Ein Gutshof Franz Adam d’Holbachs befand sich in Heeze-Leende. Weitere Besitztümer bekam Paul Thiry d’Holbach von seinem Onkel als Hochzeitsgeschenk überreicht, so in Heeze, Leende und Zesgehuchten (in der Provinz Noord-Brabant) mit Schloss Heeze. 1760 verkaufte er das Schloss an den niederländischen Edelmann Jan Maximiliaan van Tuyll van Serooskerken (1710–1762).
Nachdem der als Jansenist verdächtigte François Bellemont einer Vorladung beim Bischof in Speyer (Damian Hugo Philipp von Schönborn-Buchheim) nicht nachgekommen und 1731 auch die Privatbibliothek des Onkels polizeilich beschlagnahmt worden war, zog dieser zusammen mit seinem Neffen nach Paris.
1744 schrieb sich Holbach als „Paulus Holbach Baro Palatinus“ (also pfälzischer Baron) zum Studium der Rechts- und Naturwissenschaft an der niederländischen Universität Leiden ein. Hier studierte er bis 1748 und ging eine lebenslange Freundschaft mit dem späteren britischen Whig-Politiker, Journalisten und Schriftsteller John Wilkes ein. Mit William Dowdeswell, ebenfalls ein Kommilitone an der Universität Leiden und späterer englischer Politiker, der als Chancellor of the Exchequer reüssierte, verbrachte er den Sommer des Jahres 1746 auf Heeze-Leende. Ferner ist auch die Bekanntschaft zu Mark Akenside zu erwähnen, der im Jahre 1744 in Leiden Medizin studierte und dessen Poem The Pleasures of the Imagination (1744) während seines Studienaufenthaltes in Leiden erschien und im Jahre 1759 von d’Holbach ins Französische übertragen wurde.
Weitere, ihm später lebenslang verbundene Weggefährten waren der Regensburger Pfarrerssohn Friedrich Melchior Grimm und Denis Diderot.
Wieder in Paris zurück, erhielt Paul Thiry durch Adoption seines in Wien geadelten Onkels dessen Namen und Titel, und er erhielt die Zulassung als Anwalt am Parlement de Paris, eine Position, die ihn aber nicht ausfüllte. Zeitweise hielt er sich auf dem weitläufigen Landsitz seines Onkels in Heeze-Leende auf.
Ein Jahr später nahm er zusammen mit dem Onkel die französische Staatsangehörigkeit an; um dieselbe Zeit wurde er auch offiziell von diesem adoptiert. Als Anwalt praktizierte er nie, vielmehr führte er das Leben eines Privatgelehrten. In Paris wohnte Holbach zunächst in der Rue Saint-Nicaise, ab 1759 dann in einem fünfstöckigen Palais №. 8 in der Rue Royale Saint Roch (heute Rue des Moulins).

### Pariser Leben und dieCoterie holbachique
Nach dem Tod seiner ersten Frau kurz nach der Geburt eines Sohnes im Jahr 1754 heiratete er im Jahre 1756 erneut, mit seiner zweiten Ehefrau hatte er drei Kinder.
Am 11. Dezember 1750 hatte er eine Tochter seiner Cousine, Basile Geneviève Suzanne d’Aîne (1728–1754) (Cousine zweiten Grades) geheiratet, seine erste Ehefrau. Drei Jahre später erbte er zusammen mit der Cousine das Vermögen des Onkels und übernahm offiziell dessen Titel eines Barons.
Als ein Jahr darauf sein Schwiegervater Jean-Baptiste Nicolas d’Aîne († 1755) starb, erwarb d’Holbach dessen Amt eines Conseiller-secrétaire du Roi, eine Sinekure, die ihm Zugang zum höheren französischen Adel verschaffte.
Das mit dem Posten verbundene jährliche Einkommen von 5500 Livres dürfte etwa 5 % des eingesetzten Kaufpreises entsprochen haben. Laut André Morellet verfügte Holbach über ein Vermögen, das eine Rente von 60.000 Livres pro Jahr abwarf.
Als 1754 seine Frau bald nach der Geburt des ersten Kindes François Paul Nicolas (* 1753) starb, war Holbach tief betroffen. Zwei Jahre später heiratete er mit einem Dispens des Papstes die Schwester seiner verstorbenen Frau, Charlotte Suzanne d’Aîne (1733–1814), mit der er drei Kinder, den Sohn Charles-Marius (1757–1832) und die beiden Töchter Amélie-Suzanne (* 13. Januar 1759) und Louise-Pauline (* 19. Dezember 1759; † 1830), hatte. Seine Ehefrau Charlotte Suzanne war mit Marie-Françoise de Saint-Belin-Malain (1732–1769), der Frau von Georges-Louis Leclerc de Buffon, eng befreundet. Holbachs Schwager war Marius-Jean-Baptiste Nicolas d’Aîne (1730–1804), chevalier, conseiller du roi, intendant de Justice en la généralité de Tours. Als Hauslehrer seiner Kinder war zeitweise der französische Autor und Übersetzer Nicolas de la Grange tätig.

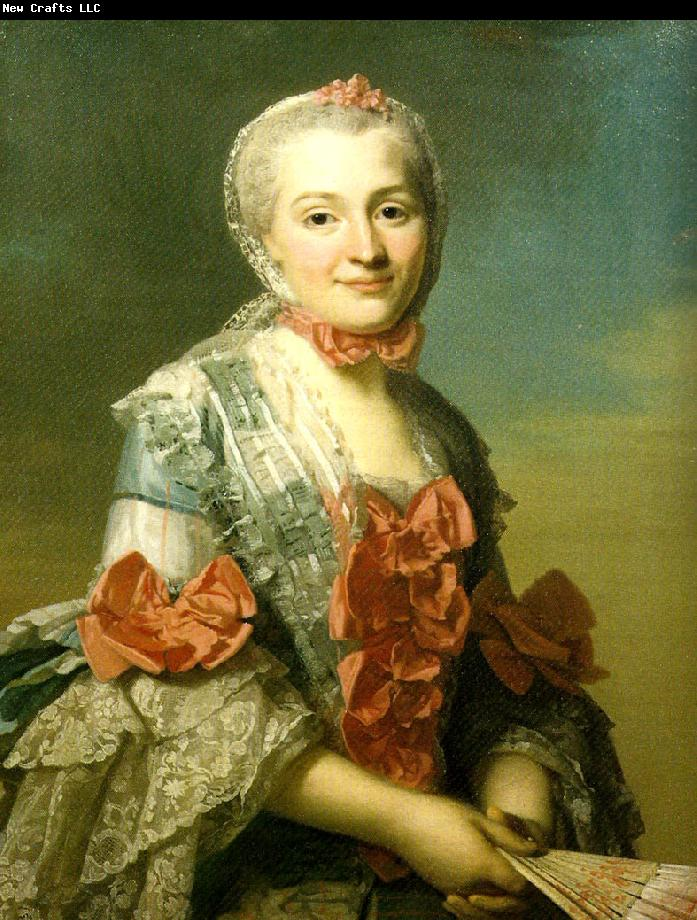
Porträt der zweiten Ehefrau M^{me} Charlotte Suzanne d’Holbach. Gemälde in Öl von Alexander Roslin (1718–1793)

D’Holbach führte zwischen Paris und dem Landgut Le Château de Grand-Val ein ortsgebundenes Leben, das nur durch wenige Reisen unterbrochen wurde. Nach dem Tode seiner ersten Ehefrau im Jahre 1754 reiste er mit Friedrich Melchior Grimm in den Süden Frankreichs, 1765 besuchte er England und mehrmals begab er sich zu Kuraufenthalten nach Contrexéville in die Vogesen. Contrexéville ist für seine Thermalquellen bekannt. Seine Schwiegermutter Suzanne d’Aîne war die Besitzerin des Anwesens.
D’Holbach baute an seinem Lebensmittelpunkt eine umfangreiche Privatbibliothek auf, aber auch verschiedene Kunstwerke trug er zusammen. Sein großes Interesse an der Mineralogie fand Ausdruck in einer umfangreichen Sammlung von Gesteinsproben.
Pikant waren die Verstrickungen der Mme Charlotte Suzanne d’Holbach um das Jahr 1762; einige der Gäste der Coterie holbachique interessierten sich offensichtlich für die Madame la baronne selbst. Hier wären der Journalist Jean Baptiste Antoine Suard und Charles-Georges Le Roy zu nennen. Das begehrliche Bedrängen des Journalisten Suard und die sich daraus ergebenden Schwierigkeiten mit ihrem Ehemann Paul brachten Charlotte Suzanne d’Holbach in eine seelische Verstimmung. Ihr Arzt empfahl eine Milchdiät und regelmäßige Ausritte, als Begleiter fand sich der Leutnant der königlichen Jagden, der lieutenant des chasses royales Charles-Georges Le Roy. Doch nunmehr kamen zu den anfänglichen Begehrlichkeiten des Journalisten noch die des Leutnants der königlichen Jagden hinzu. Zusätzlich wurde ihre unangenehme Situation durch eine Intrige der Mme Louise d’Épinay verschlimmert, die selbst von dem Literaten und Historiker Charles Pinot Duclos (1704–1772) umworben wurde. Duclos versuchte das Vertrauen der Mme d’Épinay zu gewinnen, indem er behauptete, dass Mme Charlotte Suzanne d’Holbach ein Verhältnis mit ihrem Lebensgefährten, Friedrich Melchior Baron von Grimm, habe. In ihrer Empörung konfrontierte diese nun Paul Thiry d’Holbach mit dem Gerücht und gab dem Drama seinen Höhepunkt. Die Folgen waren eine zeitweise sehr angespannte Verstimmung im Haus d’Holbach.
David Garrick, ein britischer Shakespeare-Darsteller und Theaterunternehmer, hatte mit d’Holbach und Diderot gemeinsame Bekannte in Paris. Sowohl bei seinem ersten Aufenthalt 1763, als auch 1765 besuchte er regelmäßig die Coterie holbachique („Holbach’sche Clique“). Man bezeichnete diesen Salon übrigens auch als café de l’europe und ihn selbst als den chef des café de l’europe. Die Verbindung zu Garrick ließ dann d’Holbach im Jahre 1765 nach London reisen, wo er seinen Bekannten Garrick besuchte und sich einen sehr ambivalenten Eindruck des Englands seiner Zeit machte.
D’Holbach war Mitglied in verschiedenen Gelehrtengesellschaften seiner Zeit, so wurde er 1754 in die Königlich-Preußische Akademie der Wissenschaften berufen, 1766 folgte die erst 1764 in Mannheim gegründete Kurpfälzische Akademie der Wissenschaften und im Jahre 1780 die Aufnahme in die Russische Akademie der Wissenschaften zu Sankt Petersburg.
Bis zum Tod von Claude Adrien Helvétius, der im Jahre 1771 starb, war d’Holbach nicht nur häufig an dessen Wohnsitz im Château de Voré, (Collines des Perches, heute Département Loir-et-Cher) bzw. in der rue Sainte-Anne in Paris zu Gast, sondern beide waren auch lebenslang miteinander befreundet. Aber auch später nahm er am Salonleben um Anne-Catherine de Ligniville Helvétius der Witwe von Helvetius regelmäßig teil. Jedoch zog, ab dem Jahre 1772, die Gemeinschaft in die n° 59 rue d’Auteuil um und wurde seitdem auch Gesellschaft von Auteuil, société d’Auteuil oder Kreis von Auteuil, cercle d’Auteuil genannt.
D’Holbach wurde in der Kirche St-Roch in Paris bestattet.

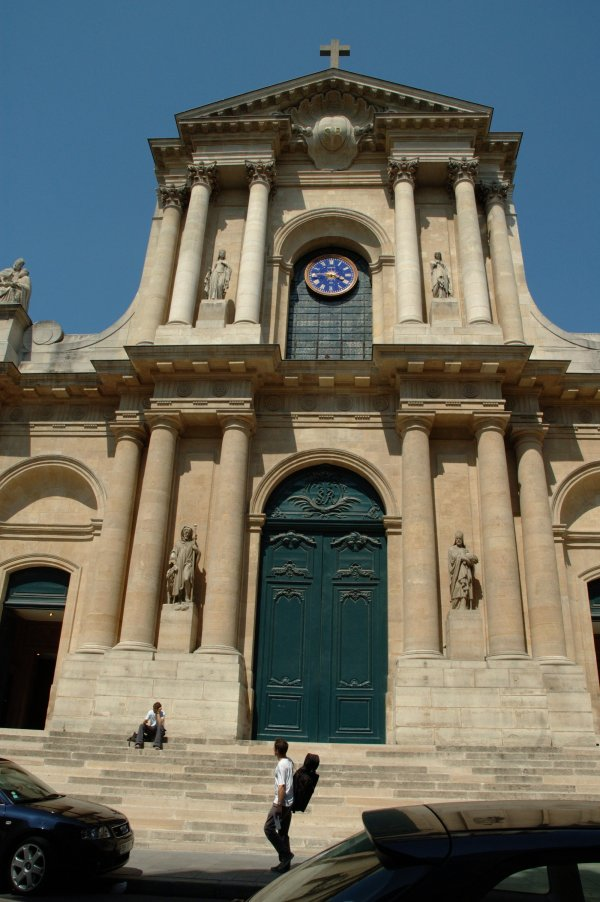
D’Holbach fand wie auch Denis Diderot seine letzte Ruhestätte in der Kirche Saint-Roch (Paris).

### Die Familie d’Holbach auf Grand Val
Paul Thiry d’Holbach besaß ein Landgut Le Château de Grand-Val an der Marne-Mündung in Sucy-en-Brie, heute N° 27 Rue du Grand-Val im Außenbezirk von Paris (Département Val-de-Marne), genauer gesagt gehörte es seiner Schwiegermutter der Mme Suzanne d’Aîne, geborene Westerberg (* 1706). Neben anderen war auch der mit ihm befreundete Denis Diderot oft in den Sommermonaten dort zu Gast. Diderot lebte in der ersten Etage des rechten Flügels. Dorthin zog er sich oft zurück.
Lange Zeit lebte der aus Schottland stammende „Vater Hoop“, le père Hoop, ein studierter Mediziner, mit der Familie d’Holbach auf Grand Val.

## Tätigkeit als Übersetzer und Enzyklopädist

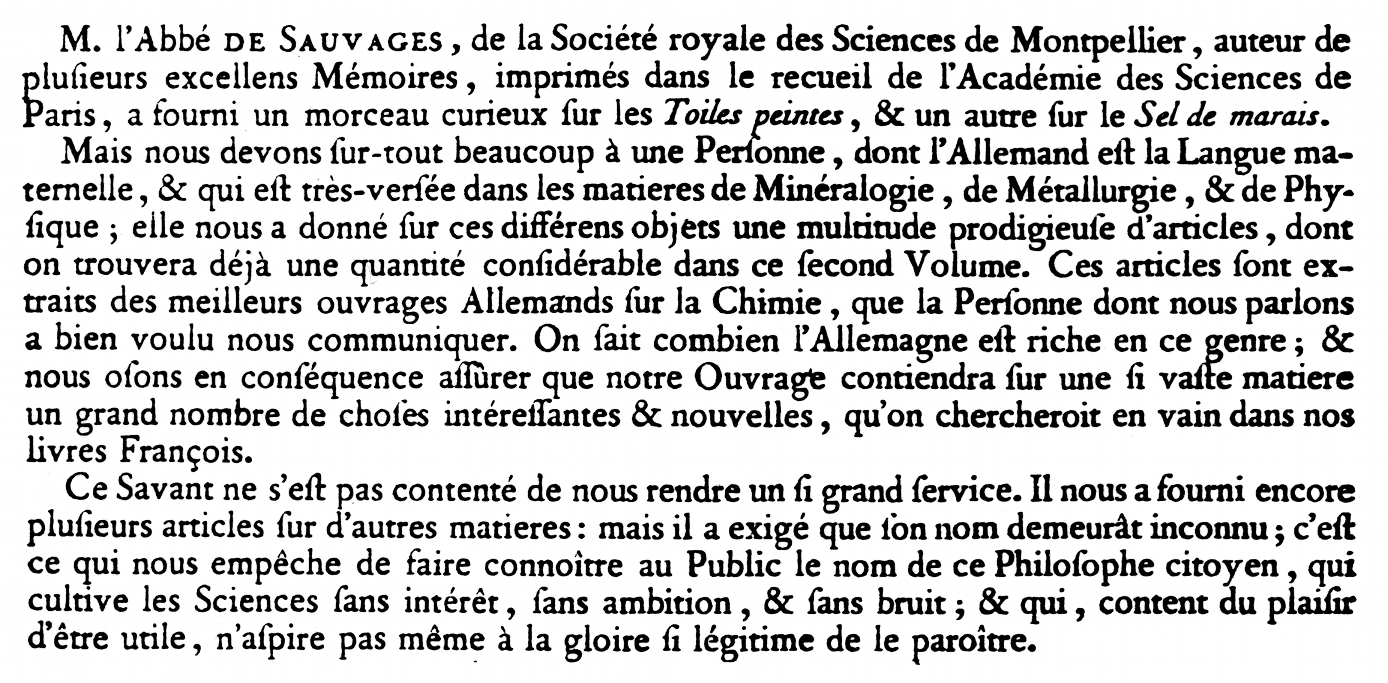
Diderots Originaltext im Vorwort zum Band 2 der Encyclopédie ou Dictionnaire raisonné des sciences, des arts et des métiers in dem Holbach ohne Namensnennung vorgestellt wird

D’Holbachs Schaffen kann man grob in drei Etappen einteilen:
- 1752–1760 stehen seine Beiträge zur Encyclopédie im Vordergrund. So übersetzte und redigierte er mehr als 400 Beiträge über naturwissenschaftlich-technische Themen etwa der Mineralogie, der Bergbaukunde und der Chemie. So übersetzte er beispielsweise Werke von Johannes Kunckel zur Glasherstellung und das zweibändige Werk zur Mineralogie von Johan Gottschalk Wallerius. Aber auch Werke der Chemiker und Metallurgen so Antonio Neri, Christopher Merret, Johann Friedrich Henckel, Johann Christian Orschall[40] und Georg Ernst Stahl wurden von ihm in das Französische übertragen.[41] Er beschäftigte sich aber parallel auch – aus englischen und französischen Quellen – mit der Geistes- und Religionsgeschichte, so etwa Schriften des englischen Deisten und Philosophen Anthony Collins.[42]
- 1760–1770 war die Zeit religionskritischer Werke, welche allesamt, wegen der strengen Zensur in Frankreich, unter einem Pseudonym in Holland publiziert wurden, etwa Das entschleierte Christentum (Le christianisme dévoilé) (1761), Briefe an Eugenie (Lettres à Eugénie) oder Schutzmittel gegen die Vorurteile, Lettres à Eugénie, ou Préservatif contre les préjugés (1768) und Der Geist des Judentums (L’Esprit du judaïsme, 1769).
- 1770–1780, das dritte Jahrzehnt seines Schaffens war die Phase seiner Hauptwerke: Versuch über die Vorurteile (Essai sur les préjugés, ou De l’influence des opinions sur les mœurs & le bonheur des hommes, 1770), System der Natur (1770), Système de la nature ou des loix du monde physique & du monde moral, Der gesunde Menschenverstand (Le Bon Sens, 1772), Das Gesellschaftssystem, oder natürliche Grundsätze der Moral und der Politik (Politique Naturelle, ou Discours sur les vrais principes du Gouvernement 1773), Die universelle Moral, oder die Pflichten des Menschen, gegründet auf seiner Natur (La Morale Universelle, ou Les devoirs de l’homme fondés sur la Nature 1776).

Über die Umstände, unter denen d’Holbach Denis Diderot kennenlernte, ist wenig bekannt, da ein Großteil der Korrespondenz zwischen den beiden verloren ist. Vermutlich verband sie zunächst ihr gemeinsames Interesse an der Musik. Holbachs Tätigkeit für die Encyclopédie beginnt mit deren zweitem Band im Jahre 1752, in dessen Vorwort Diderot seinen neuen Mitarbeiter – auf Holbachs ausdrücklichen Wunsch ohne Namensnennung – vorstellt. Trotz gelegentlicher Verstimmungen blieben Diderot und d’Holbach immer freundschaftlich verbunden.
Für diesen und die folgenden Bände schrieb d’Holbach 427 mit „—“ signierte und eine nicht genau bekannte Anzahl anonymer Artikel der Bereiche Bergbau, Metallurgie, Geologie, Chemie, Mineralogie und Glasherstellung. Nach einer von John Lough erhobenen Bestandsaufnahme sollen es mehr als 1100 Artikel gewesen sein. Es waren nicht nur die zuvor erwähnten Sachgebiete, sondern auch Artikel zur deutschen Politik, Geschichte und Rechtswesen ferner über religionsgeschichtliche Themen wie Mythen, Glaubens- und Aberglaubensvorstellungen.
D’Holbach besaß eine umfangreiche Bibliothek mit mehr als 3000 Bänden die nach seinem Tode im Jahre 1790 versteigert wurden.
Neben seinen Beiträgen zur Encyclopédie verfasste d’Holbach Übersetzungen naturwissenschaftlich-technischer Werke aus dem Deutschen ins Französische, darunter solche von Johan Gottschalk Wallerius (Minéralogie, 1753), Johann Friedrich Henckel (Introduction à la minéralogie, 1756), Christlieb Ehregott Gellert (Chimie métallurgique, 1758), Johann Gottlob Lehmann (Traités de physique, 1759) und Georg Ernst Stahl (Traité du soufre, 1766). Auch soll er Vorlesungen und Demonstrationen des Chemikers Guillaume-François Rouelle im Jardin du Roi gehört und miterlebt haben.
Als erste eigenständige, allgemein d’Holbach zugeschriebene Veröffentlichung gilt die Lettre à une dame d’un certain âge (1752). Auf wenigen Seiten schildert er ironisch den Streit zweier Musikliebhaber über die neu aufgekommene italienische Oper.

### Holbachs „Coterie“
Eine besondere Bedeutung für den Meinungsaustausch in Holbachs Umfeld hatte die Coterie holbachique („Holbach’sche Clique“). Das Wort bezeichnete eine Gruppe von Personen, die der Aufklärung nahestanden und die sich während der zweiten Hälfte des 18. Jahrhunderts regelmäßig, donnerstags und sonntags, über mehrere Jahrzehnte hinweg, zu Abendessen bei Holbach trafen, um diverse Themen frei zu diskutieren. Im Jahre 1759 zog er aus der Rue Saint-Nicaise im 1er arrondissement de Paris in die Rue Royale Saint-Roch ebenfalls 1. Arrondissement.
Sein damaliger Wohnort in der Rue Royale Saint-Roch heißt heute, nach der Umgestaltung von Paris durch Georges-Eugène Haussmann, Rue de Moulins. Die Rue Saint-Honoré befindet sich in unmittelbarer Nähe.
Obgleich eine Gruppe von Personen, waren die regelmäßigen Treffs keinem festen Kreis von Teilnehmern zuzuordnen, vielmehr handelte es sich in jeder Hinsicht um einen offenen, fluktuierenden Kreis aber eben auch mit Stammgästen, hôte principal. Ebenso offen waren die abendlichen Diskussionsthemen. Ein weiteres vorteilhaftes Merkmal der Treffen sollen die exzellente Küche und der gut sortierte Weinkeller gewesen sein.
Die ursprünglich negativ besetzte Bezeichnung wurde von Jean-Jacques Rousseau eingeführt, der einige der Mitglieder einer Verschwörung gegen ihn und seinen Ruf bezichtigte. Im Gegensatz zu Holbachs Salon, in dem wechselnde Gäste verkehrten, bestand die Coterie aus einem festen Kern von Personen. Für d’Holbach selbst waren die Treffen einfach chez moi, während sein Freund Denis Diderot in seiner Korrespondenz von chez le baron sprach, aber auch von der Boulangerie, einer Anspielung auf das d’Holbach’sche Pseudonym par feu M. Boulanger unter welchem er das Entschleierte Christentum veröffentlichte. David Hume, ein regelmäßiger Besucher und Freund von d’Holbach, nannte die Teilnehmer les cheiks de la rue Royale.
In der vornehmen Gesellschaft galt es als unhöflich, sich hart in der Sache zu streiten; auch war die Frömmigkeit der anwesenden Frauen ein Tabu, das nicht verletzt werden durfte. Holbachs Coterie war insofern eine ungewöhnliche Erscheinung, als sie ihren Mitgliedern die Gelegenheit bot, ohne Rücksicht auf die etablierten Konventionen frei zu debattieren.
Neben Holbach selbst waren von 1750 bis 1780 folgende Personen Mitglieder der Coterie, eine Auswahl: Denis Diderot, Claude Adrien Helvétius, Friedrich Melchior Grimm, Charles-Georges Le Roy, Jean-François Marmontel, Guillaume Thomas François Raynal, Augustin Roux, Jean-François de Saint-Lambert und Jean-Baptiste-Antoine Suard (1732–1817). Drei weitere Männer – François-Jean de Chastellux, André Morellet und Jacques-André Naigeon – nahmen nur von 1760 bis 1780 an den Treffen teil.
Die Coterie wurde sehr oft von Gästen besucht. Abbé Galiani, ebenfalls ein häufiger Besucher, bezeichnete den Baron scherzhaft als maître d’hôtel de la philosophie. Viele ausländische Intellektuelle, aber auch zahlreiche Diplomaten und Botschafter nutzten die Gelegenheit, um während ihrer Aufenthalte in Paris in der Coterie zu diskutieren, darunter David Hume, Laurence Sterne, John Wilkes und Horace Walpole. Frauen waren bei den Treffen im Allgemeinen nicht willkommen. Der in der Coterie herrschende Ton überraschte viele Gäste, so zum Beispiel Samuel Romilly, den Diderots offen ausgesprochener Atheismus schockierte. Auch Walpole war aufgebracht, wenn er meinte: „Alle zusammen sind fromm bei ihrer zerstörerischen Arbeit. Sie halten mich für einfältig, weil ich noch an etwas Höheres glaube.“
Unter den Gästen der Coterie waren aber auch Kritiker wie der Apologet Nicolas-Sylvestre Bergier, der gegen mehrere von Holbachs Werken argumentiert hatte. Diderot schrieb 1765, dass Holbach einmal verärgert darüber war, dass 27 oder 28 Gäste gekommen waren, obwohl er nur auf 20 eingestellt war. In der Folge scheinen Gäste eine formelle Einladung benötigt zu haben.

## Philosophische Beiträge
In seinem philosophischen Werk zeigen sich deutlich Einflüsse von Baruch de Spinozas Kritik am Gottesbegriff (vergleiche hierzu Rationalismus), von Claude Adrien Helvétius sittlichem Prinzip, von Julien Offray de La Mettries Materialismuslehre und von Étienne Bonnot de Condillacs formulierter sensualistischer Erkenntnistheorie.
Zentrale Punkte in den Überlegungen dieses Radikalaufklärers sind religionskritische und materialistische Thesen. Sein Bemühen war es, durch das Aufzeigen der Irrtümer und der Blockierungen durch die Metaphysik dem menschlichen Bewusstsein den Zugang zu wirklichen Erkenntnissen zu ermöglichen. Konsequenterweise wandte sich seine Kritik an alle Arten der Religionen und deren moralischem Absolutheitsanspruch. Anstelle einer durch ein Glaubensbekenntnis geoffenbarten Ethik wollte er eine an der gesellschaftlichen Nützlichkeit orientierte und empirisch überprüfbare Form gesetzt sehen.
D’Holbach entwickelte ein System eines sensualistischen, monistischen Materialismus.
Jacques-André Naigeon verkehrte regelmäßig im Hause des Barons d’Holbach, als Sekretär redigierte und edierte er dessen Texte und half so zur klandestinen Verbreitung seiner Schriften. D’Holbach aber war um seine Sicherheit besorgt und deshalb gab er nie eigene handschriftliche Texte als Druckvorlage aus dem Haus. Als Kopist fungierte Naigeons Bruder, ein Proviantkontrolleur aus Sedan, der die Manuskripte Holbachs ins Reine schrieb. Veröffentlicht wurden die holbachschen Schriften anonym oder unter dem Pseudonym feu Mirabaud.

### D’Holbachs Gedankenwelt
D’Holbach betrachtete die Natur als ein deterministisches System. In dieser Vorstellung von der Natur sollten sämtliche Implikationen des Menschen verworfen werden, die von seinem Wollen und Begehren hergeleitet werden.
Natur kenne kein System von Werten oder Annahmen darüber, was gerecht oder ungerecht, gut oder böse sei. In der Natur herrsche eine Gleichwertigkeit oder Äquivalenz von allem Sein. Alles entstünde aus einer Notwendigkeit und kein Wesen könne anders handeln, als es tatsächlich handelt. Somit gibt es in der Natur kein Übel, deshalb auch nichts Böses und folglich keine Schuld und keine Unordnung.
Die Menschen als Teil der Natur würden geformt durch die Anordnung von Atomen. Nur diese schüfen die Bedingungen, die das Wesen des Menschen bestimmten und sein Schicksal lenkten. Wenn der Mensch sich nun für ein freies Wesen hielte, sei dies nichts anderes als eine gefährliche Selbsttäuschung und eine geistige Schwäche. Der Mensch auf der Suche nach Erklärung formte Annahmen über die Natur mit einem beträchtlichen Anteil von Irrungen, Illusionen und falschen Annahmen. Eine Ausformung seien die Religionen, die alles verblendeten und behinderten. Für d’Holbach waren sie nur Aberglaube. Die Menschen seien deshalb unglücklich, weil sie das Wesen der Natur nicht erkennten. Ihre Vorstellungen würden durch Irrungen, Illusionen, Aberglaube und Vorurteile so massiv beeinträchtigt, dass es dem Einzelnen nur mit allergrößter Mühe gelänge, sich hieraus zu lösen. Ein derartig geprägter Mensch missachte das Studium und Verständnis der Natur und liefe Phantomen hinterher, die ihn Irrlichtern gleich vom einfachen Weg zur Wahrheit und Erkenntnis abbrächten.
Für d’Holbach stellte die Natur das „große Ganze“ dar, in welchem alle Phänomene nach Gesetzen unabdingbar miteinander verwoben und dadurch der menschlichen Erkenntnis und letztlich technischer Nutzung zugänglich sind.

### Religionskritische Werke

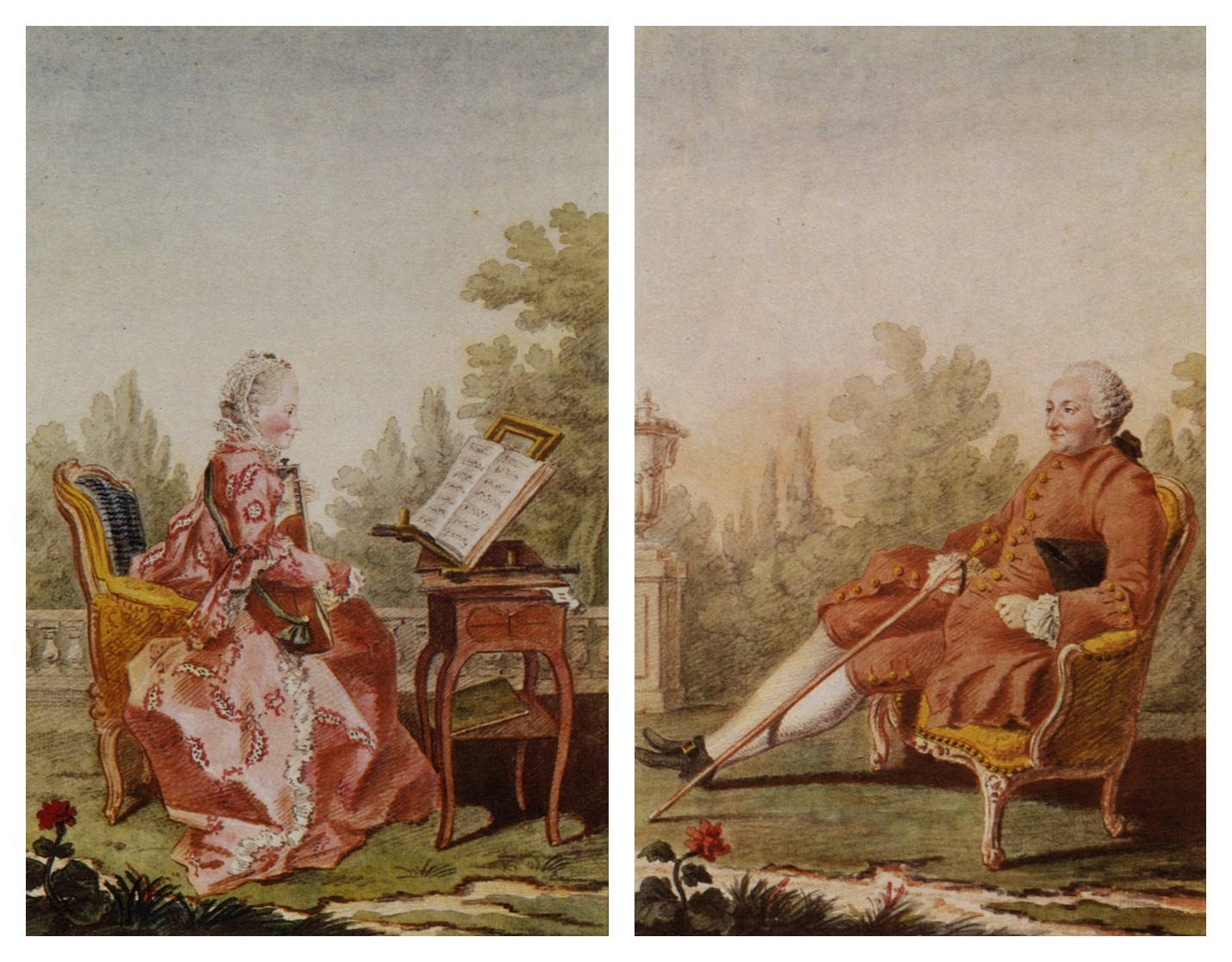
Holbach und seine zweite Frau Charlotte Suzanne d’Aîne (Aquarell von Louis Carmontelle, 1766)

Nach 1760 verlagerte sich Holbachs Interesse zunehmend auf die Religionskritik. Im vermutlich 1766 klandestin und pseudonym veröffentlichten Werk Le christianisme dévoilé (Das entschleierte Christentum) verurteilte er mit scharfen Worten den moralischen und politischen Einfluss der christlichen Religion, die er als absurd und konfliktträchtig ablehnte. Das Manuskript wurde offensichtlich, so Antoine-Alexandre Barbier, einem guten Freund d’Holbachs anvertraut, Jean-François de Saint-Lambert, der es bei dem Verleger Le Clerc in Nancy drucken ließ. Durch Indiskretion habe der Verleger beinahe den Verfasser des Buches und seinen Überbringer in Schwierigkeiten gebracht.
Das Buch fand Anerkennung bei Diderot und Friedrich Melchior Grimm, stieß aber bei Voltaire auf Kritik, der als Deist den latenten Atheismus des Werks missbilligte. Es folgte La Contagion Sacrée, ou Histoire naturelle de la superstition (1768), in dem er sich mit der Naturgeschichte des Aberglaubens als eine Art von Seuche auseinandersetzte. Neben seinen eigenen religionskritischen Schriften übersetzte er eine Reihe von englischen Autoren und Vertretern des Deismus aus dem frühen 18. Jahrhundert, so von Anthony Collins, John Toland, John Trenchard (1662–1723) und Thomas Woolston (1669–1731).
Da zu dieser Zeit religionskritische Schriften meistens anonym oder unter Pseudonymen erschienen, ist der Autor oftmals schwierig zu bestimmen. So wird das 1768 veröffentlichte antiklerikale Werk La contagion sacrée allgemein Holbach zugeschrieben. Weniger klar dagegen ist sein Anteil an den vom selben Jahr datierenden Schriften Lettres à Eugénie und La Théologie portative sowie an den 1770 veröffentlichten Werken Essai sur les préjugés und Histoire critique de Jésus-Christ. Daneben betätigte sich Holbach als Übersetzer und Herausgeber religionskritischer und historischer Werke anderer Autoren, unter anderem von John Toland. Einen Großteil jener deistischen Schriften nahm er aus England mit, das er einmalig im Jahre 1765 besuchte.
Für großes Aufsehen, sowohl bei den Aufklärern als auch bei deren Gegnern, sorgte 1770 Holbachs Système de la nature. Das pseudonym veröffentlichte Werk – er gab es aus Furcht vor politischer Verfolgung unter dem Namen des 1760 verstorbenen französischen Philosophen Jean-Baptiste de Mirabaud heraus – stellt ein mechanistisches Weltbild dar, in dem die Natur aus sich selbst wirkt und alle Prozesse deterministisch ablaufen. Das Werk propagiert ausdrücklich den Atheismus, den es als moralisch überlegen erachtet. Der Autor argumentiert gegen verschiedene Gottesbeweise. Der Glaube an höhere Wesen sei auf Unwissenheit, Angst und Gewohnheit zurückzuführen, und die religiös begründete Ethik sei durch ein „vernunftgemäßes“ moralisches System zu ersetzen. Dank der Diskretion seiner Mitstreiter blieb Holbach immer von Verfolgungen durch die französischen Behörden, die gegen die Verfasser derartiger Schriften vorgingen, verschont. Im 1772 erschienenen Folgewerk Le bon sens fasste Holbach die im Système de la nature formulierten Thesen prägnant zusammen.
Insgesamt lässt sich bei d’Holbach eine Entwicklungsreihe seiner Texte und Schriften von einer Auseinandersetzung des Deismus mit dem Atheismus und schließlich zu einer materialistischen Auffassung nachvollziehen, die sich von einer deistischen Religionskritik zu einem religionskritischen Materialismus wandelte.

### Politische Philosophie und Ethik
Im Jahre 1770 wurde das Essai sur les préjugés ou de l’influence des opinions sur les mœurs et sur le bonheur des hommes in London anonym mit dem Initialen „Mr. D. M.“ veröffentlicht. Dieses Essay über die Vorurteile forderte neben einem allgemeinen, staatlichen Schulsystem auch einen Zusammenschluss des ersten und dritten Standes unter der Ägide der Philosophie.
Es war Friedrich II. von Preußen, der diesem Werk mit einem eigenen Essay widersprach, Examen de l’Essai sur les préjugés par le philosophe de Sans-Souci (1772). Diese Gegenschrift, in Berlin bei Voss verlegt, legte der König am 24. Mai Voltaire und am 17. Mai 1772 Jean-Baptiste le Rond d’Alembert zur Begutachtung vor. Friedrich wies die aber mehr auf die französischen Verhältnisse reflektierende Behauptung zurück, dass etwa Könige die Stütze der Kirche und des Aberglaubens seien. Er schrieb an d’Alembert und Voltaire u. a. folgende Zeilen:

„Sie wundern sich, dass in Europa ein Krieg ist, von dem ich nichts weiss. Wissen Sie, dass die Philosophen mit ihren beständigen Deklamationen gegen das, was sie gewöhnlich Räuber nennen, mich friedfertig gemacht haben. Die Kaiserin von Russland mag Krieg führen, so viel sie will; sie hat von Diderot für schönes Geld Dispens erhalten, um die Russen und Türken einander schlagen zu lassen. Ich, der ich die philosophische Censur, die encyclopädische Excommunication fürchte und kein Verbrechen der Laesio philosophiae begehen möchte, verhalte mich ruhig. Und da noch kein Buch gegen Subsidien erschienen ist, so glaube ich, dass es mir nach Civil- und Naturrecht erlaubt ist, meinem Verbündeten die ihm schuldige Beisteuer zu zahlen; und ich stehe ganz in Ordnung jenen Lehrern des Menschengeschlechts gegenüber, welche sich das Recht anmassen, Fürsten, Könige und Kaiser welche ihren Vorschriften nicht gehorchen, zu geisseln. – Ich habe mich wieder an dem Werke: ‚Versuch über die Vorurtheile‘ erholt, und sende Ihnen einige Bemerkungen, welche ein Freund von mir in der Einsamkeit darüber gemacht hat. Ich denke, die Ansichten dieses Einsiedlers stimmen sehr oft mit Ihrer Denkungsart überein, so wie mit der Mässigung, welche Sie in allen Ihren Schriften beobachten.“

Die Reaktion des preußischen Philosophenkönigs blieb nicht unbeantwortet, Diderot schrieb 1774 die Lettre de M. Denis Diderot sur l’Examen de l’Essai sur les préjugés.
In seinen weniger bekannten Spätwerken beschäftigte sich d’Holbach überwiegend mit moralischen und politischen Fragen. Die Schriften Système social (1773), Politique naturelle (1773), Ethocratie (1776) und La Morale universelle (1776), deren Autorschaft nicht eindeutig geklärt ist, treten für ein moralisches System ein, das auf einer Analyse der menschlichen Bedürfnisse und Verhaltensweisen basiert. Er kritisierte den Machtmissbrauch scharf und forderte eine Reform des politischen Systems. Jedoch warnte er vor revolutionären Umbrüchen und einer radikalen Demokratie, die den Staat ins Chaos stürzen würden.

## Besuch von Salons, Freimaurerei
Wie die anderen Aufklärer, besuchte auch Holbach Salons wie den der Anne-Catherine de Ligniville Helvétius. So unterhielt Madame Helvétius den Kreis von Auteuil, cercle d’Auteuil oder auch société d’Auteuil, einen Intellektuellen-Zirkel, den sie nach ihrem Salon in der N° 59 rue d’Auteuil benannte. Viele ihrer Gäste waren Freimaurer und Mitglieder der Loge der Neuf Sœurs, eine Zugehörigkeit zu den Freimaurern war aber nicht zwingend. Bekannte Gäste des Kreises waren neben Paul Thiry d’Holbach Jean-Baptiste le Rond d’Alembert, Denis Diderot, Nicolas Chamfort, Mirabeau, Étienne Bonnot de Condillac, Constantin François Volney, Dominique Joseph Garat, Marie Jean Antoine Nicolas Caritat, Marquis de Condorcet, Anne Robert Jacques Turgot, baron de l’Aulne und Pierre-Jean-Georges Cabanis. Einen Beleg dafür, dass Paul Thiry d’Holbach in der Loge Neuf Sœurs sein Licht erhielt, gibt es nicht.

## Rezeption
Der in Den Haag lebende Isaac de Pinto setzte sich sachlich mit den Arbeiten von d’Holbach in seinen Précis des arguments contre les matérialistes : avec de nouvelles réflexions sur la nature de nos connoissances, l’existence de dieu, l’immatérialité de l’ame (1775) auseinander. Die materialistischen Texte und Gedanken von d’Holbach erfuhren einen wirksamen Transfer – wenn auch nicht in einhellig zustimmender Weise – über Rezensionen in den zeitgenössischen aufklärerischen Zeitschriften in Deutschland, etwa von Albrecht von Haller in den Göttingischen Gelehrten Anzeigen.
Friedrich II. von Preußen etwa warf dem ihm unbekannten Autor des Système de la nature vor, dass der Autor mit seinem Werk über die Natur und Gott, die Moral und Religion sowie über die Staaten und Fürsten die Bahn menschlicher Erfahrung verlassen und gegen das Labyrinth der Systemphilosophie eingetauscht habe.
Auch Goethe hatte d’Holbachs System der Natur im Jahre 1771 in Straßburg zu lesen begonnen, brachte es aber nicht zu Ende und lehnte dessen Aussagen ab.

## Verzeichnis der Holbach zugeschriebenen Werke
- Arrêt rendu à l’amphithéâtre de l’opéra. 1752 (anonym)
Zuschreibung durch Barbier u. a.; Autorschaft von Rudolf Besthorn bestritten
- Lettre à une dame d’un certain âge sur l’état présent de l’opéra. 1752 (anonym)
Zuschreibung durch Barbier u. a.
- Le christianisme dévoilé, ou Examen des principes et des effets de la religion chrétienne, 1766(?) (als „M. Boulanger“)
Zuschreibung durch Barbier, Morellet u. a.; Autorschaft durch Besthorn u. a. anerkannt
- La Contagion sacrée, ou Histoire naturelle de la superstition. 1768 (anonym)
Zuschreibung durch Barbier; Autorschaft durch Besthorn u. a. anerkannt
- Lettres à Eugénie, ou Préservatif contre les préjugés, 1768 (anonym)
Zuschreibung durch Barbier widersprüchlich (Holbach und Fréret); zögerliche Anerkennung von Holbachs Autorschaft durch Besthorn
- Théologie Portative, ou Dictionnaire abrégé de la religion chrétienne. 1768 (als „M. l’Abbé Bernier“)
Zuschreibung durch Barbier; Besthorn u. a. nehmen ein Sammelwerk unter überwiegender Beteiligung Holbachs an
- Essai sur les préjugés, ou De l’influence des opinions sur les mœurs & le bonheur des hommes. 1770 (als „Mr. D. M.“)
Zuschreibung durch Barbier; Autorschaft ungeklärt (vgl. Vercruysse, 1768)
- Système de la nature ou des loix du monde physique & du monde moral. 1770 (als „M. Mirabaud“)
Zuschreibung durch Barbier, Morellet u. a.; Autorschaft durch Besthorn u. a. anerkannt. Deutsche Übersetzung:
  - System der Natur., Band 1 (PDF; 38,34 MB) und Band 2 (PDF; 42,39 MB), 1791.
- Histoire critique de Jésus-Christ, ou Analyse raisonnée des évangiles. 1770 (anonym)
Zuschreibung durch Barbier; Anteil Holbachs am Werk unklar[71]
- Tableau des Saints, ou Examen de l’esprit, de la conduite, des maximes & du mérite des personnages que le christiannisme révère & propose pour modèles, 1770 (anonym)
Zuschreibung durch Barbier
- Le Bon Sens du Curé Jean Meslier suivi de son testament. 1772 (anonym)
Laut einer Ausgabe von 1772 vom Autor des Système de la nature; Zuschreibung durch Barbier; Autorschaft durch Besthorn u. a. anerkannt
- Politique Naturelle, ou Discours sur les vrais principes du Gouvernement. 1773 (anonym)
Zuschreibung durch Barbier, Morellet u. a.
- Système Social, ou Principes naturels de la morale et de la Politique, avec un examen de l’influence du gouvernement sur les mœurs. 1773 (anonym)
Zuschreibung durch Barbier u. a.
- Ethocratie, ou Le gouvernement fondé sur la morale. 1776 (anonym)
Zuschreibung durch Barbier u. a.
- La Morale Universelle, ou Les devoirs de l’homme fondés sur la Nature. 1776
Zuschreibung durch Barbier u. a.
- Die gesunde Vernunft oder die übernatürlichen Begriffe im Widerspruche mit den natürlichen. 1788 (anonym) Zuschreibung durch SUB Göttingen gdz.sub.uni-goettingen.de, online
- Eléments de la morale universelle, ou Catéchisme de la Nature. 1790 (posthum, als „feu M. le Baron d’Holbach“)
- Heilige Seuche & Gesunder Menschenverstand. La contagion sacrée, ou histoire naturelle de superstition (1768) & Le bon sens ou idées naturelles opposées aux idées surnaturelles (1772). Hrsg. Heiner Jestrabek, Freiheitsbaum edition Spinoza, Reutlingen 2016, ISBN 978-3-922589-62-4